# Splatoon 2
Splatoon 2 is een third-person shooter computerspel, ontwikkeld en gepubliceerd door Nintendo voor de Switch. Het is het vervolg op Splatoon uit 2015 voor de Wii U en bevat een singleplayer-modus met verhaallijn en een online multiplayer-modus, waarin spelers het in teams van vier tegen elkaar opnemen. Het spel kwam op 21 juli 2017 uit.
Eind 2020 werd bekend dat er wereldwijd al bijna 12 miljoen exemplaren van het spel verkocht zijn.

## Gameplay
Net zoals zijn voorganger is Splatoon 2 een multiplayer third-person shooter waarin spelers personages genaamd Inklings besturen en gekleurde inkt gebruiken om vijanden aan te vallen en doelen te bereiken. Inklings kunnen schakelen tussen een menselijke vorm en een inktvis-vorm, waarmee ze door inkt kunnen zwemmen. Er bestaan verschillende wapens en kledingstukken, die de speler voordelen in multiplayer geven. Deze uitrusting is verkrijgbaar op Inkopolis Plein, de centrale open ruimte van Splatoon 2.
In dit vervolg op Splatoon keren de multiplayer spelmodi Grondoorlog, Torentwist, Spetterzones en Bazookarper terug en zijn de nieuwe spelmodi Schelpenstrijd en Salmon Run toegevoegd. De singleplayer modus draagt de naam Verhaalstand en focust zich op de strijd tegen de kwade Octarianen. Door de singleplayer modus te spelen, kunnen spelers voordelen in de multiplayer modus ontvangen.

### Grondoorlog
In Grondoorlog is het de bedoeling om het grootste oppervlakte van de arena te bedekken met inkt. Het team dat na drie minuten het grootste oppervlak heeft gevuld met inkt, wint het spel.

### Ranked Battle
In Ranked Battles zijn er vier verschillende spelmodi: Spetterzones, Torentwist, Schelpenstrijd en Bazookarper. Spetterzone is vergelijkbaar met de normale modus, omdat het ook hier gaat om het bezetten van terrein. Bij Spetterzones gaat het hier echter om kleine oppervlaktes, namelijk één of twee zones per level. In deze spelmodus is het doel om de tijdklok van het eigen team naar nul te brengen vanaf honderd. Deze tijdklok telt af wanneer het team alle spetterzones in het level heeft bezet. Staat de tijdklok op nul, dan heeft het team gewonnen. In Torentwist is het de bedoeling om een toren richting het doel bij de beginpunt van het vijandige team te bewegen. Dit gebeurt wanneer minstens één teamlid op de toren staat. De spelmodus Bazookarper draait om het wapen met dezelfde naam. Met dit wapen, waarvan het uiterlijk is gebaseerd op een vis met een tijgerkop uit de Japanse folklore, kan een aanval worden uitgevoerd. In deze spelmodus moet de Bazookarper naar het doel in de buurt van de vijandelijke beginpunt gebracht worden. De Bazookarper heeft een speciaal schild dat verbroken moet worden voordat een speler het wapen kan pakken. In Schelpenstrijd verzamelen spelers schelpen, die willekeurig over het speelgebied verspreid worden. Wanneer een speler tien schelpen heeft verzameld, krijgt deze een football, die in de basket van de tegenstanders geworpen dient te worden. Zodra de football zich in de basket boort, breekt het schild van het vijandelijke team. Spelers kunnen nu schelpen in de basket gooien. Het spel is gewonnen wanneer het een team gelukt is om honderd schelpen in de vijandelijke basket te gooien.
Voor alle spelmodi in Ranked Battles geldt dat er een tijdslimiet is. Is er nadat de tijd verstreken is nog geen winnaar, dan wint het team met de meeste punten. Bij Splat zones gaat het om het aantal punten dat van de timer is afgegaan, bij Schelpenstrijd om het team met het minste aantal schelpen in de basket en in de andere spelmodi om de afstand tot het doel. Een ander groot verschil met de normale Turf Wars, naast de verschillende spelmogelijkheden, is de niveaus, de ranks. Deze gaan van C- (het laagste niveau) tot X. Rank-punten worden verdiend door spellen te winnen, maar deze kunnen ook weer worden verloren door een spel te verliezen.

### Salmon Run
In Salmon Run neemt een team van vier personen het tegen zogenaamde Salmonietenbazen op. Elke speler is uitgerust met een willekeurig wapen en gezamenlijk dienen de spelers de bazen te verslaan. Salmonietenbazen laten gouden eieren achter wanneer ze verslagen worden. Deze gouden eieren moeten door de spelers in een mand gedaan worden. Een vereist aantal gouden eieren moet verzameld worden, anders zullen de spelers niet naar de volgende golf door mogen en is het spel voorbij. Wanneer het team de strijd drie golven volhoudt en telkens het vereiste aantal gouden eieren heeft verzameld, is het spel gewonnen.

### Verhaalstand
Verhaalstand is de singleplayer-modus van Splatoon 2. Spelers moeten zich een weg zien te banen door een gros aan levels, om uiteindelijk de Octarianen te verslaan en de Megavoltvis te vinden. Tijdens een Nintendo Direct van 8 maart 2018 werd de uitbreiding Splatoon 2 Octo aangekondigd. Deze uitbreiding zal een grote hoeveelheid nieuwe levels aan de singleplayer-campagne toevoegen. Hierin speelt de speler als Agent 8, een Octariaan.

### Splatfests
Op onregelmatige tijden worden zogenaamde Splatfests gehouden. Tijdens dit evenement wordt een thema geselecteerd en kiezen de speler uit twee opties hun favoriet en strijden zij voor hun keuze. Het eerste Splatfest in Europa ging over de keuze tussen IJs en Taart, waarbij team IJs na een dag als winnaar als de bus kwam.

## Levels
In het multiplayer-gedeelte worden er vier maps gekozen uit 23 levels in totaal, twee voor Turf War en twee voor Ranked Battle. Deze maps worden steeds na een paar uur opnieuw gekozen. Elke naam is gebaseerd op een vissoort.
- Ancho-V Games
- Arowana Mall
- Blackbelly Skatepark
- Camp Triggerfish
- Goby Arena
- Humpback Pump Track
- Inkblot Art Academy
- Kelp Dome
- MakoMart
- Manta Maria
- Moray Towers
- Musselforge Fitness
- New Albacore Hotel
- Piranha Pit
- Port Mackerel
- Shellendorf Institute
- Skipper Pavillion
- Snapper Canal
- Starfish Mainstage
- Sturgeon Shipyard
- The Reef
- Wahoo World
- Walleye Warehouse

## Ontvangst en verkoop
Splatoon 2 heeft over het algemeen positieve recensies ontvangen. Op Metacritic heeft het spel een score van 83, wat op "over het algemeen positieve recensies" duidt. Daniel Bloodworth, van Easy Allies, schrijft dat het spel, ondanks de bizarre tijdschema's en een bekend recept, een goede opvolger van zijn voorganger is.
Van Splatoon 2 zijn in 2018 meer exemplaren dan van Splatoon verkocht. Deze prestatie werd in een halfjaar tijd na de uitgave van het spel behaald. In Japan is Splatoon 2 het eerste spel in acht jaar tijd waarvan meer dan twee miljoen exemplaren verkocht zijn. Hiermee is Wii Party (2010) van de troon gestoten en is Splatoon 2 officieel het best verkochte spel van dit decennium in Japan.

## Opvolger
Op 17 februari 2021 toonde Nintendo tijdens een Nintendo Direct beelden van een nieuw Splatoon-spel voor de Switch. Bekend werd dat de opvolger Splatoon 3 gaat heten en is op 9 september 2022 uitgekomen.